# Göran Claeson
Rolf Göran Claeson (* 4. März 1945 in Älvsjö) ist ein ehemaliger schwedischer Eisschnellläufer.
Claeson trat bereits 1968 bei den Olympischen Spielen über 1500 Meter an, belegte dort aber nur den 20. Platz. Besser lief es schon ein Jahr später bei den Europameisterschaften im Mehrkampf, bei denen er immerhin eine Bronzemedaille gewinnen konnte und bei den dann folgenden Weltmeisterschaften im gleichen Jahr errang er eine Silbermedaille. 1972 gewann er bei den Olympischen Spielen über 1500 Meter die Bronzemedaille. Einen internationalen Titel erreichte er aber zunächst nicht.
Das änderte sich aber, als nach der Saison 1971/72 die niederländischen Stars Ard Schenk und Kees Verkerk ins Profilager wechselten und der starke Norweger Dag Fornæss seine Karriere beendete. 1973 gewann er sowohl die Europameisterschaft als auch die Weltmeisterschaft im Mehrkampf. 1974 konnte er den Europameistertitel sogar verteidigen, bei der Weltmeisterschaft errang er die Bronzemedaille. 1975 konnte er seinen Europameistertitel aber nicht mehr verteidigen und belegte nur den 11. Platz, worauf er seine Karriere in dem Jahr beendete.
Neben seinen internationalen Erfolgen konnte er auch noch 25 verschiedene schwedische Meisterschaften für sich entscheiden:
- Schwedische Meisterschaften über 1500 m: 1969, 1970, 1971, 1973, 1974 und 1975.
- Schwedische Meisterschaften 5000 m: 1969, 1970, 1971, 1972, 1973, 1974 und 1975.
- Schwedische Meisterschaften 10.000 m: 1970, 1971, 1972, 1973 und 1974.
- Schwedische Meisterschaften im Mehrkampf: 1969, 1970, 1971, 1972, 1973, 1974 und 1975.

1973 wurde Claeson mit der Oscar Mathisen Memorial Trophy ausgezeichnet.